# Pārk-e Mellat
Pārk-e Mellat (persiska: پارک ملت) är en park i Iran. Den ligger i staden Mashhad, i provinsen Razavikhorasan, i den nordöstra delen av landet, Pārk-e Mellat ligger 1 032 meter över havet.